# Gimme Back My Bullets
Gimme Back My Bullets je čtvrté studiové album americké jižansky rockové skupiny Lynyrd Skynyrd, vydané 2. února roku 1976 u MCA Records.

## Seznam skladeb

### Strana 1
1. "Gimme back my Bullets" (Gary Rossington, Ronnie Van Zant) – 3:28
2. "Every Mother's Son" (Allen Collins, Ronnie Van Zant) – 4:56
3. "Trust" (Allen Collins, Gary Rossington, Ronnie Van Zant) – 4:25
4. "I Got the Same Old Blues" (JJ Cale) – 4:08

### Strana 2
1. "Double Trouble" (Allen Collins, Ronnie Van Zant) – 2:49
2. "Roll Gypsy Roll" (Allen Collins, Gary Rossington, Ronnie Van Zant) – 2:50
3. "Searching" (Allen Collins, Jerry Leiber, Mike Stoller, Ronnie Van Zant) – 3:17
4. "Cry for the Bad Man" (Allen Collins, Gary Rossington, Ronnie Van Zant) – 4:48
5. "All I Can Do Is Write About It" (Allen Collins, Ronnie Van Zant) – 4:16

## Sestava

### Lynyrd Skynyrd
- Ronnie Van Zant – zpěv
- Allen Collins – kytara
- Gary Rossington – kytara
- Billy Powell – klávesy
- Leon Wilkeson – baskytara, doprovodný zpěv
- Artimus Pyle – bicí, perkuse

### Hosté
- The Honkettes - doprovodný zpěv
- Lee Freeman - harfa
- Barry Lee Harwood - dobro, mandolína, housle